# Angelo Errore
Angelo Errore (Agrigento, 15 ottobre 1937 – Agrigento, 9 aprile 2019) è stato un politico italiano.

## Biografia
Errore nasce ad Agrigento il 15 ottobre 1937. Laureato in scienze politiche, ha svolto la professione di impiegato.
Entrato tra le file della Democrazia Cristiana, venne eletto consigliere comunale di Agrigento nel 1964 fino ad essere nominato sindaco della città nel 1976. Già a partire dai primi giorni della sua sindacatura, divenne propulsore del Piano Regolatore generale della città in parte in vigore ancora oggi. Ricoprì la carica di primo cittadino fino al 1979.
Nel 1981 venne eletto deputato all'Assemblea Regionale Siciliana. Eletto per altre due legislature, nel 1992 venne nominato assessore al lavoro dalla giunta regionale del presidente Giuseppe Campione, rimanendovi in carica fino all'anno successivo, quando venne nominato dal presidente Francesco Martino come assessore al turismo.
Nel 1996 si candidò alla Camera dei deputati in vista delle elezioni politiche anticipate, ma non risultò eletto per una manciata di voti.
Nel giugno 2014 venne eletto con voto plebiscitario presidente dell’Unione ex allievi Don Bosco di Agrigento per il quadriennio 2014-2018.
Muore il 9 aprile 2019 all'età di 81 anni dopo una grave malattia.